# Cantón de Carcasona-Sur
El cantón de Carcasona-Sur, también denominado Carcasona 2º Cantón-Sur, era una división administrativa francesa, que estaba situada en el departamento de Aude y la región de Languedoc-Rosellón.

## Composición
El cantón estaba formado por una fracción de la comuna que le daba su nombre:
- Carcasona (fracción)

## Supresión del cantón de Carcasona-Sur
En aplicación del Decreto nº 2014-204 de 21 de febrero de 2014, el cantón de Carcasona-Sur fue suprimido el 22 de marzo de 2015 y la fracción de la comuna que le daba su nombre, se unió con las demás para que, por medio de una reestructuración cantonal, fueran creados los nuevos cantones de Carcasona-1, Carcasona-2 y Carcasona-3.